# Ehrlichióza
Ehrlichióza je bakteriální onemocnění přenášené klíšťaty. Původcem jsou bakterie rodu Ehrlichia. Podle nové nomenklatury se tento mikroorganizmus správně nazývá Anaplasma phagocytophilum. Dosud byly jako lidské patogeny identifikovány tři druhy (A. sennetsu, A. chaffennsis, A. phagocytophila).

## Příznaky
Ehrlichiemi jsou napadeny granulocyty (granulocytární ehrlichióza) nebo monocyty (monocytární ehrlichióza). Klinickými příznaky jsou horečka, bolest hlavy, svalů, nauzea, u monocytární ehrlichiózy bývá přítomen makulopapulózní exantém. Mohou být postiženy vnitřní orgány – nejčastěji plíce, játra, centrální nervová soustava.
Diagnostika vychází z krevního obrazu (leukopenie, trombocytopenie, někdy anémie), sérologického vyšetření, eventuálně průkazem DNA pomocí PCR.

## Průběh
Prozatím nejvíce případů tohoto nově rozpoznaného onemocnění bylo diagnostikováno v USA. V ČR, stejně jako v jiných evropských zemích jsou dosud lidská onemocnění evidována spíše výjimečně. Pravděpodobný je přenos klíšťaty. Není znám mezilidský přenos. Inkubační doba činí 14 dní, s rozpětím 7 až 21 dní. U imunologicky oslabených osob je pozorován vážnější průběh. Vhodnou prevencí je ochrana před klíšťaty a jejich včasné a správné odstranění.